# 新德里金属-β-内酰胺酶1

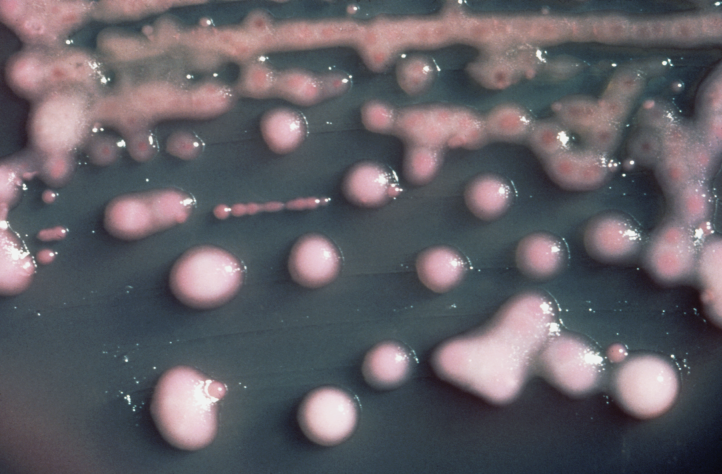
NDM-1首先由克雷伯氏肺炎菌（Klebsiella pneumoniae）菌株中分离得到。

新德里金属-β-内酰胺酶1（英語： 1，簡稱NDM-1）是一种能催化水解多种β-内酰胺类抗生素（包括碳青霉烯类广谱抗生素等抗生素）的酶。新德里金属-β-内酰胺酶1使具有能编码该酶的基因的细菌對除替加环素與克痢黴素几种抗生素之外的抗生素都产生耐药性；部分患者甚至所有抗生素都對其沒有療效，因此携带这种基因的細菌在2010年發現當時的新闻报道中称为“超级细菌”。目前没有成功开发专门针对NDM-1的药物。至今已发现一些克雷伯氏肺炎菌、大肠杆菌和少数鲍曼不动杆菌的菌株携带能编码新德里金属-β-内酰胺酶1的基因，而该基因不仅存在于细菌拟核的基因组中，还出现在细菌的质粒（一种容易在细菌间发生交换的环状DNA）上，亦即此基因可以通过基因水平转移而从一个菌株转移到另一个菌株中，使原本对抗生素敏感（没有耐药性）的菌株获得耐药性。

## 作用

碳青黴烯類骨幹結構

新德里金属-β-内酰胺酶1是一种碳青霉烯酶，它能通过水解使包括青霉素等β-内酰胺类抗生素失效。这些抗生素通常能通过抑制细菌细胞壁的合成来杀死大部分的细菌。当这些携带有编码该酶的基因的细菌在其它抗生素敏感的细菌被传统抗生素治疗杀死的情况下，因为没有竞争压力快速繁殖而遍布人体。
以下的几类抗生素会被该酶抑制：
- 头孢菌素类
- 青霉素类
- 碳青黴烯類